# Arthur Herzog Jr
Arthur Herzog Jr, född den 13 december 1900 i New York, död den 1 september 1983 i Detroit, Michigan, var en amerikansk låtskrivare som är mest känd för sitt samarbete med Billie Holiday. Han var medförfattare till ett antal av hennes populära jazzsånger, t. ex. God Bless the Child och Don't Explain.